# Enfältmätare
Enfältmätare (Thera juniperata) är en fjärilsart som beskrevs av Carl von Linné 1758. Enfältmätare ingår i släktet Thera och familjen mätare. Arten är reproducerande i Sverige. Inga underarter finns listade i Catalogue of Life.

## Bildgalleri

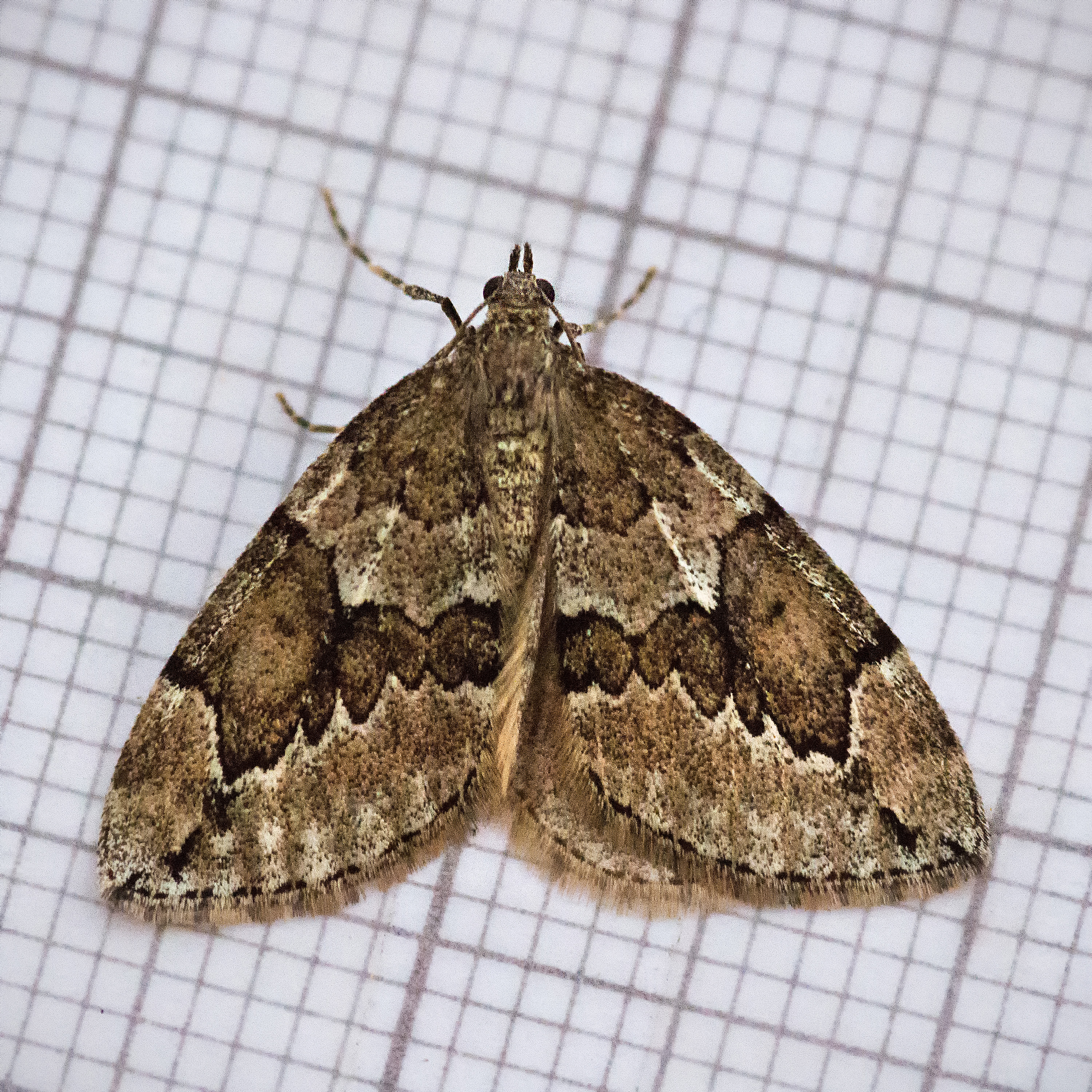
Imago fjäril.
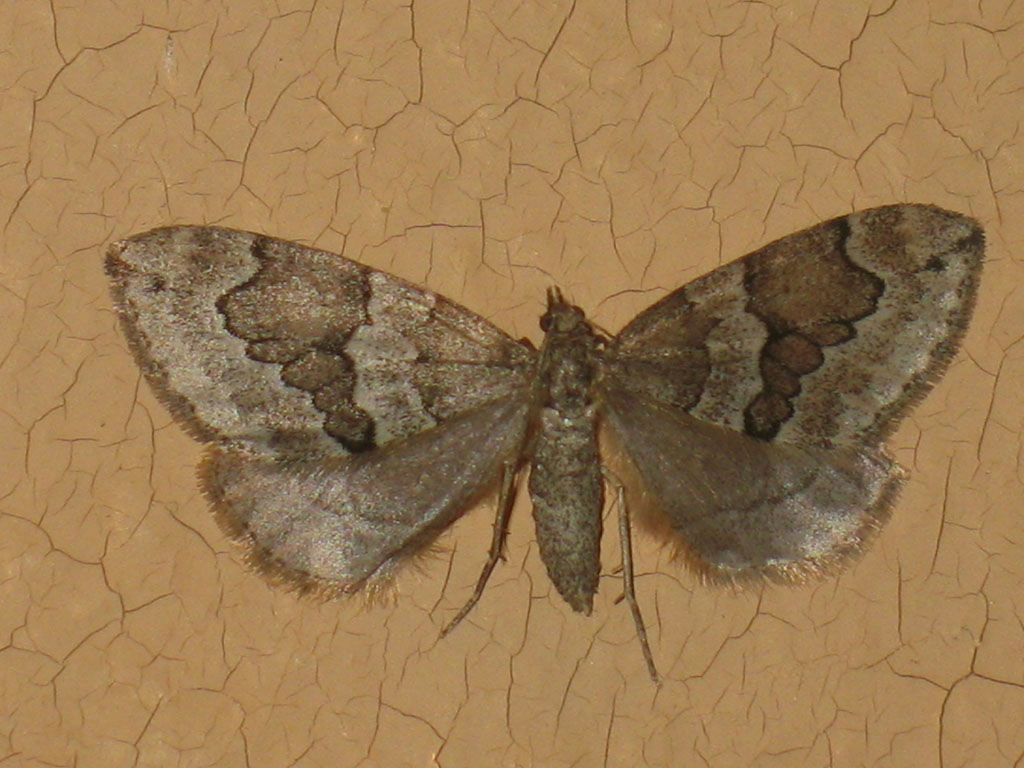
Preparerad (uppnålad) imago fjäril.